# Hydroélectricité en Norvège

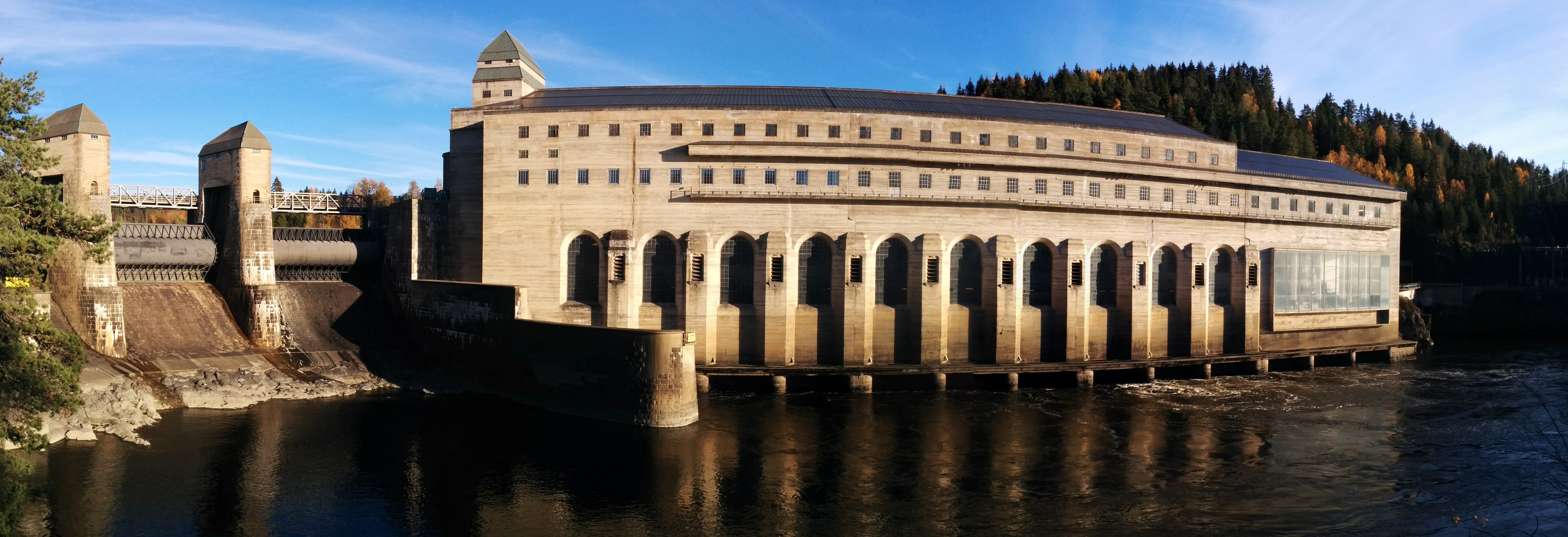
Centrale hydroélectrique de Solbergfoss, mise en service en 1924 dans le comté d'Østfold ; photo : 2015.

Le secteur de l'hydroélectricité en Norvège occupe une place majeure non seulement en Norvège, mais aussi sur le marché scandinave : 88,3 % de la production électrique norvégienne était d'origine hydraulique en 2024, et 11,5 % de cette production était exportée en 2023, permettant en particulier de compenser l'irrégularité de la production éolienne danoise ; un câble sous-marin Norvège-Royaume Uni a été mis en service en octobre 2021 ; un autre câble sous-marin Norvège-Allemagne a été inauguré en mai 2021.
La Norvège dispose de près de 50 % du potentiel hydroélectrique non exploité d’Europe et continue à installer de nombreuses centrales, en général de petite taille. Près de 90 % de la production hydroélectrique appartient à des entités publiques, en particulier Statkraft qui possède 36 % de la puissance installée du pays, et les comtés et municipalités qui produisent 52 % de l'hydroélectricité du pays.
Elle se classe en 2024 au 7e rang mondial des producteurs d’hydroélectricité et au premier rang en Europe, avec 3,1 % de la production hydroélectrique mondiale et 20 % de celle de l'Europe.
La puissance du parc hydroélectrique norvégien est en 2024 au 1er rang européen, avec 12,9 % du total européen, et au 8e rang mondial, avec 2,3 % du total mondial. La Norvège dispose de 1 401 MW de centrales de pompage-turbinage, soit 2,5 % du total européen.

## Histoire
Pour des raisons historiques, le système norvégien est largement décentralisé. S'y côtoient des entreprises publiques (90 % de la production hydroélectrique) et privées. Débuté à la fin du XIXe siècle, le développement hydroélectrique du pays a connu deux phases d'expansion intensives, entre 1910 et 1925, puis entre 1960 et 1985, soit une évolution distincte de celles connue par d'autres grands pays européens producteurs de houille blanche et d'un de ses dérivés, l'aluminium.
La société d'État Statkraft est créé en 1895 lorsque l’État norvégien a acheté la chute d’eau de Paulenfoss dans le but de fournir de l’électricité au réseau ferroviaire. Norsk Hydro est ensuite fondée le 2 décembre 1905 par Samuel Eyde, en exploitant la nouvelle technologie du scientifique norvégien Kristian Birkeland pour produire des engrais artificiels en fixant l'azote à partir de l'air (procédé Birkeland-Eyde) et créant la même année la centrale hydraulique à Notodden, sur un lac glaciaire de 95,47 km, qui fournit 40 000 ch à l'usine de nitrates de puis celle de Rjukan et Tinn, avec des logements ouvriers et des institutions sociales reliés à un réseau ferré et des services de ferrys. En 1917 débute la construction de la Centrale hydroélectrique de Sima par un producteur d'aluminium qui fait faillite peu après. 
Après de nombreux achats de droits sur l'eau, le gouvernement norvégien est devenu en 1920 le plus grand propriétaire hydroélectrique d'Europe. Il crée la NVE (Direction Nationale Norvégienne des Ressources en Eau et de l'Énergie) par la fusion des administrations liées à l’eau et à l’énergie. Ancêtre de Statkraft, la NVE a construit dans les années 1920 les centrales de Glomfjord, Nore et Hakavik, destinée à alimenter l’industrie, la ville d’Oslo et le rail.
Après-guerre, la NVE s'est lancée dans la construction de barrages pharaoniques: Tokke, Aura, Røssåga, favorisant le développement des industries électro-intensives comme l’aluminium.
À partir de 1974, la construction de l’aménagement d’Ulla-Førre, composé des plus grands barrages de Norvège, contribue au développement de l'hydroélectricité norvégienne, avec 6 centrales totalisant 2 100 MW et pouvant délivrer chaque année 4,5 TWh d’électricité au réseau de manière modulable.
La Centrale hydroélectrique d'Aurland mise en service à Aurland (1973-1989) par un réseau complexe de tunnels et barrages en cascade jusqu'à l'Aurlandsfjord deviendra la troisième plus grande du pays. Mais les troubles politiques et sociaux liés à la Centrale hydroélectrique d'Alta, ouverte en 1987 au pays des Sames, freinent le développement de l'entreprise.
Statkraft, qui a pris ce nom en 1985, s'est depuis les années 2010 diversifié dans l’éolien, notamment au Royaume-Uni et en Suède avec le parc off-shore de Sheringham Shoal (R-U), 317 MW, inauguré en 2012 et a racheté des projets hydroélectriques en Turquie et en Albanie. Entreprise publique norvégiennespécialiste du secteur de l'énergie hydraulique, elle emploie 4 200 personnes dans plus de vingt pays et exploite plus de 330 centrales hydroélectriques dans le monde.

## Potentiel hydroélectrique
| Statut | GWh     | %   |
| Exploitable* | 213 831 | 100 |
| Construit | 131 377 | 61  |
| En construction | 1 478   | 1   |
| Permis accordé | 3 602   | 2   |
| Permis demandé | 6 619   | 3   |
| Préavis donné | 1 106   | 1   |
| Durablement protégé | 50 940  | 24  |
| Reste | 18 709  | 9   |
| * Énergie productible des cours d'eau norvégiens pouvant être techniquement et économiquement aménagés pour la production hydroélectrique. |         |     |

La Norvège dispose de près de 50 % du potentiel hydroélectrique non exploité d’Europe.

## Organisation du secteur
Le plus important producteur norvégien d'électricité est la société Statkraft, une entreprise publique créée en 1992 dans le cadre de la déréglementation du secteur électrique norvégien afin de regrouper les actifs de production qui étaient la propriété de l'État. En 2004, Statkraft a été réorganisée en société anonyme, mais demeure publique.
Statkraft possédait 36 % de la puissance installée totale du secteur électrique au 1er janvier 2014, E-CO Energi 9 %, Norsk Hydro 6 %, et les dix principaux producteurs en totalisaient 75 %.
Statkraft exploite 224 centrales hydroélectriques en Norvège fin 2015, avec une capacité totale de 12 461 MW (dont 152 centrales où elle a le contrôle du capital, avec 11 257 MW), trois parcs éoliens, une centrale au gaz naturel et 27 centrales de chauffage urbain. Elle est également active en Suède, en Finlande, en Allemagne, au Royaume-Uni et possède aussi des actifs en Amérique latine et en Asie ; au total, elle exploite 332 centrales hydroélectriques (15 017 MW). Installée à Lyon en 2009, Statkraft entend se porter candidat pour les appels d’offres de renouvellement des concessions hydroélectriques en France.
Les administrations locales et de comté exploitaient 516 des 883 centrales hydroélectriques réparties sur le territoire en 2011, le gouvernement central en exploitait 284 et le privé 83. Les centrales sont généralement de petite taille : 557 ont une puissance inférieure à 10 MW et seulement 83 dépassent 100 MW, dont : gouvernement 34, comtés et municipalités 41 et privé 8. La production hydroélectrique se répartissait en 2017 entre l'État : 38 %, les comtés et municipalités : 52 % et le privé : 10 %.

## Production hydroélectrique
L'électricité en Norvège est presque entièrement produite au moyen de l'énergie hydroélectrique. En fonction de la pluviométrie annuelle, elle pouvait représenter jusqu'à 99 % de l'électricité du pays jusqu'au début des années 2000, puis le développement de l'éolien et de la cogénération ont progressivement réduit sa part à environ 96 %.
Selon l'International Hydropower Association (IHA), la production hydroélectrique de la Norvège s'est élevée à 140 TWh en 2024, soit 3,1 % du total mondial, au 7e rang mondial.
L'Energy Institute estime la production hydroélectrique de la Norvège à 139,6 TWh en 2024, soit 3,1 % de la production mondiale, au 7e rang mondial, derrière la Chine (30,4 %), le Brésil (9,3 %), le Canada (7,7 %), les États-Unis (5,4 %), la Russie (4,7 %) et l'Inde (3,5 %) ; en Europe, la Norvège occupe le premier rang avec 20 % du total européen, loin devant la Turquie (10,7 %), la France (10,2 %) et la Suède (9,3 %). Elle est en hausse de 1,8 % en 2024 et de 3 % en dix ans. Sa part dans la production d'électricité du pays est de 88,3 %.
L'hydroélectricité a produit 137,97 TWh en 2023 (contre 129,37 TWh en 2022), soit 89,1 % de la production norvégienne d'électricité. Les exportations nettes ont représenté 11,5 % de cette production.
| Année | Production hydroélectrique | Production totale d'électricité | % Prod.hydro./ Prod.totale | Consommation brute d'électricité | % Prod.hydro./ Conso.élec. |
| 1950  | 16 924                     | 16 924                          | 100 %                      | 16 924                           | 100 %                      |
| 1960  | 30 915                     | 31 121                          | 99,3 %                     | 31 253                           | 98,9 %                     |
| 1970  | 57 261                     | 57 606                          | 99,4 %                     | 56 770                           | 100,9 %                    |
| 1980  | 83 962                     | 84 099                          | 99,8 %                     | 83 637                           | 100,4 %                    |
| 1990  | 121 382                    | 121 848                         | 99,6 %                     | 105 941                          | 114,6 %                    |
| 2000  | 142 289                    | 142 816                         | 99,6 %                     | 123 761                          | 115,0 %                    |
| 2005  | 136 452                    | 137 811                         | 99,0 %                     | 125 769                          | 108,5 %                    |
| 2010  | 117 152                    | 123 630                         | 94,8 %                     | 131 180                          | 89,3 %                     |
| 2011  | 121 553                    | 127 631                         | 95,2 %                     | 124 557                          | 97,6 %                     |
| 2012  | 142 810                    | 147 716                         | 96,7 %                     | 129 900                          | 109,9 %                    |
| 2013  | 128 699                    | 133 975                         | 96,1 %                     | 128 970                          | 99,8 %                     |
| 2014  | 136 181                    | 141 968                         | 95,9 %                     | 126 383                          | 107,8 %                    |
| 2015  | 138 450                    | 144 511                         | 95,8 %                     | 129 884                          | 106,7 %                    |
| 2016  | 143 417                    | 148 989                         | 96,3 %                     | 132 579                          | 108,2 %                    |
| 2017  | 143 112                    | 149 402                         | 95,8 %                     | 134 238                          | 106,6 %                    |
| 2018  | 138 970                    | 147 100                         | 94,5 %                     |                                  |                            |
| 2019  | 125 290                    | 134 900                         | 92,9 %                     |                                  |                            |
| 2020  | 140 920                    | 155 200                         | 90,8 %                     |                                  |                            |
| 2021  | 143 970                    | 157 900                         | 91,2 %                     |                                  |                            |
| 2022  | 128 240                    | 146 700                         | 87,4 %                     |                                  |                            |
| 2023  | 136 700                    | 154 900                         | 88,3 %                     |                                  |                            |
| 2024  | 139 600                    | 158 100                         | 88,3 %                     |                                  |                            |

Selon l'IHA, la production hydroélectrique de la Norvège s'est élevée à 137 TWh en 2023, au 7e rang mondial avec 3,3 % du total mondial.
En 2021, la Norvège est au 7e rang mondial avec 3,4 % du total mondial ; en Europe, la Norvège occupe le premier rang avec 20,9 % du total européen, loin devant la Suède (10,3) et la France (9,1 %).
En 2020, la Norvège se classait au 7e rang mondial avec 3,2 % du total mondial et au premier rang européen avec 21 % du total européen.
En 2019, la Norvège se classait au 7e rang mondial avec 2,9 % du total mondial ; en Europe, elle occupait le premier rang avec 19,3 % du total européen.
En 2018, la production hydroélectrique de la Norvège a atteint 139,51 TWh, au 6e rang mondial avec 3,3 % du total mondial, loin derrière la Chine, le Brésil, le Canada ; en Europe, la Norvège occupait le premier rang avec 26 % du total européen, loin devant la France (63,1 TWh) et la Suède (60,94 TWh).
La production hydroélectrique de la Norvège a atteint 143,11 TWh en 2017, soit 95,8 % de la production d'électricité du pays ; le solde des échanges avec l'étranger est largement exportateur : 15,16 TWh, soit 10,1 % de la production ; de ce fait, la production hydroélectrique couvre la consommation intérieure à 106,6 % ; la consommation du pompage a été de 1 065 GWh.
Le productible (production en année climatique moyenne) était estimé à 131,4 TWh au 1er janvier 2014 ; les fluctuations des précipitations entrainent des variations très importantes de la production : record de 143 TWh en 2000, étiage en 2003 à 106 TWh, niveau le plus bas depuis 1996.

## Exportation d'hydroélectricité
La production hydroélectrique de la Norvège étant, plus d'une année sur deux (en fonction des précipitations), supérieure à sa consommation d'électricité, elle exporte une part importante de cette production. Les barrages norvégiens jouent un rôle essentiel sur le marché scandinave de l'électricité Nordpool : ils permettent non seulement de faire face aux variations de la demande, mais aussi à la forte irrégularité de la production éolienne, qui couvrait 42 % de la demande d'électricité au Danemark en 2014 ; les centrales hydroélectriques norvégiennes (et suédoises) compensent les "creux" de la courbe de production éolienne danoise grâce à plusieurs câbles d'interconnexion sous-marins, et le Danemark envoie à la Norvège ses excédents de production éolienne en période de grand vent, pendant lesquelles les barrages norvégiens reconstituent leurs stocks.
En 2015, la Norvège et le Royaume-Uni ont annoncé un accord pour la pose du plus long câble haute tension sous-marin du monde : North Sea Network (730 km et 1,4 GW), permettant au Royaume-Uni d’importer de l’hydroélectricité norvégienne. La pose du câble s'est achevée en juin 2021, et l'interconnecteur est en période de test. Sa mise en service est prévue en octobre 2021.
A la fin de 2020, la ligne haute tension à courant continu sous-marine Nordlink d'interconnexion entre la Norvège et l'Allemagne est entrée en période de test. Elle contribuera à la compensation des variations de la production des champs d'éoliennes allemands grâce aux réservoirs norvégiens. Nordlink est inauguré le 27 mai 2021 par Angela Merkel et la Première ministre norvégienne, Erna Solberg.
En 2021, la ligne d'interconnexion North Sea Network est mise en service commercial. Elle permet d'échanger, en fonction des conditions météorologiques et de la demande, de l'hydroélectricité norvégienne contre de l'électricité éolienne britannique.

## Puissance installée
La puissance installée des centrales hydroélectriques norvégiennes atteignait 33 909 MW fin 2024 ; c'est le plus grand parc hydroélectrique européen, avec 12,9 % du total européen (Europe géographique), devant ceux de la Turquie (12,5 %), de la France (9,9 %), de l'Espagne (8,7 %), de l'Italie (8,4 %), de la Suisse (6,7 %) et de la Suède (6,2 %), et le 8e mondial, avec 2,3 % du total mondial, loin derrière la Chine (435 950 MW ; 30,2 %), le Brésil (7,6 %) et les États-Unis (7,1 %)l. Les mises en service de 2024 ont atteint 53 MW.
Les mises en service de 2023 (20 petites centrales) ont été de 96 MW, dont Storåvatn 2 (27,1 MW) et une centrale de pompage-turbinage de 6,8 MW.
Les mises en service de 2022 (25 petites centrales) ont atteint 163 MW. 
Les mises en service de 2021 ont atteint 396 MW, dont 70 MW d'augmentations de puissance de centrales existantes, les centrales de Jølstra (62 MW), Tolga (42 MW) et Herand (22 MW), ainsi que plus de 50 petits projets de moins de 10 MW.
En 2020, la Norvège disposait de 13 % du parc européen et se classait au 8e rang mondial, avec 2,5 % du total mondial. 324 MW ont été mis en service en 2020, dont les centrales de Nedre Otta (78 MW), Leikanger (77 MW) et Østerbo (48 MW).
Statkraft et les autres producteurs d'hydroélectricité en Norvège s'estiment en mesure de proposer 15 à 20 GW de capacités hydroélectriques supplémentaires.
La Norvège n'a pas d'usine marémotrice, mais une licence a été accordée en 2021 pour la construction d'une petite centrale de démonstration de 350 kW. 
La Norvège a mis en service 134 MW en 2019, dont le site de Nye Verma (23 MW) à Rauma ; Statkraft a réalisé des travaux d'optimisation sur les ouvrages existants qui ont apporté un gain de productible de 200 GWh et annonce des projets d'amélioration qui ajouteront 600 MW d'ici 2023.
En 2018, la Norvège a mis en service 419 MW, avec le remplacement de la centrale de Lysebotn (210 MW) par un nouveau projet de 370 MW nommé Lysebotn II, l'achèvement du projet de Rosten (80 MW) et de plusieurs petits projets.
| Taille    | Nombre | Puissance totale (MW) |
| < 10 MW   | 557    | 1 667                 |
| 10-100 MW | 243    | 8 825                 |
| > 100 MW  | 83     | 19 477                |
| Total     | 883    | 29 969                |

| Source    | 1974   | 1980   | 1990   | 2000   | 2005   | 2010   | 2015   | 2016   | 2017   |
| Nombre    | 577    | 600    | 646    | 627    | 651    | 766    | 1003   | 1066   | 1070   |
| Puissance | 16 080 | 19 776 | 26 883 | 28 126 | 28 549 | 29 693 | 31 372 | 31 817 | 31 912 |

## Politique énergétique
Le Storting (Parlement norvégien) a adopté entre 1973 et 1993 quatre plans de protection de certains systèmes hydrographiques, avec des suppléments votés en 2005 et 2009. Ils constituent le « Plan de protection des cours d'eau », qui interdit aux administrations de délivrer des licences d'aménagements hydroélectriques sur tout ou partie d'un total de 388 systèmes fluviaux, dont le potentiel de production atteint 49,5 TWh/an ; cependant, dans l'amendement de 2005, le Storting a autorisé les licences pour des centrales de moins d'un MW dans ces systèmes protégés.
Les centrales hydroélectriques de moins de 5 MW sont exemptées de la fiscalité sur les ressources naturelles et sur les loyers fonciers.
Le programme conjoint de certificats d'électricité lancé en 2011 par la Norvège et la Suède pour promouvoir la production d'électricité renouvelable a pour objectif d'accroitre cette production de 26,4 TWh d'ici 2020, dont 10 TWh d’hydroélectricité. Les producteurs reçoivent un certificat pour chaque MWh d'électricité renouvelable qu'ils produisent sur 15 ans. Ce système est technologiquement neutre : toutes les formes d'électricité renouvelable reçoivent les mêmes certificats. Les fournisseurs d'électricité et certaines catégories de consommateurs sont astreints à acheter des certificats pour un pourcentage donné de leur consommation d'électricité, pourcentage qui progresse d'année en année, de 3 % en 2012 à 18 % en 2020, puis redescend jusqu'en 2036 ; le marché détermine le prix des certificats.
Fin 2021, le programme des certificats verts d'électricité a pris fin.

## Principales centrales hydroélectriques

Principales centrales norvégiennes
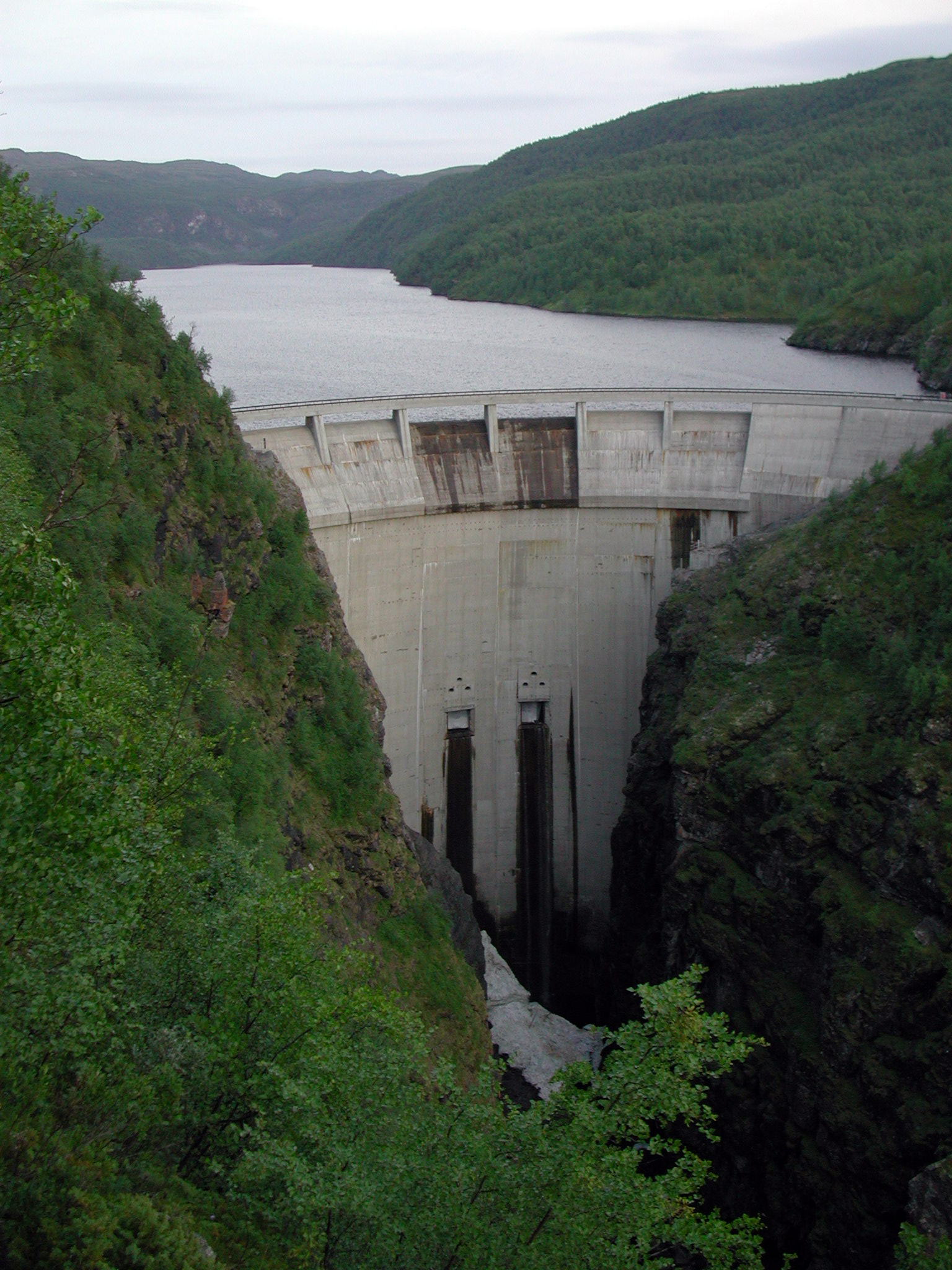
Centrale hydroélectrique d'Alta.
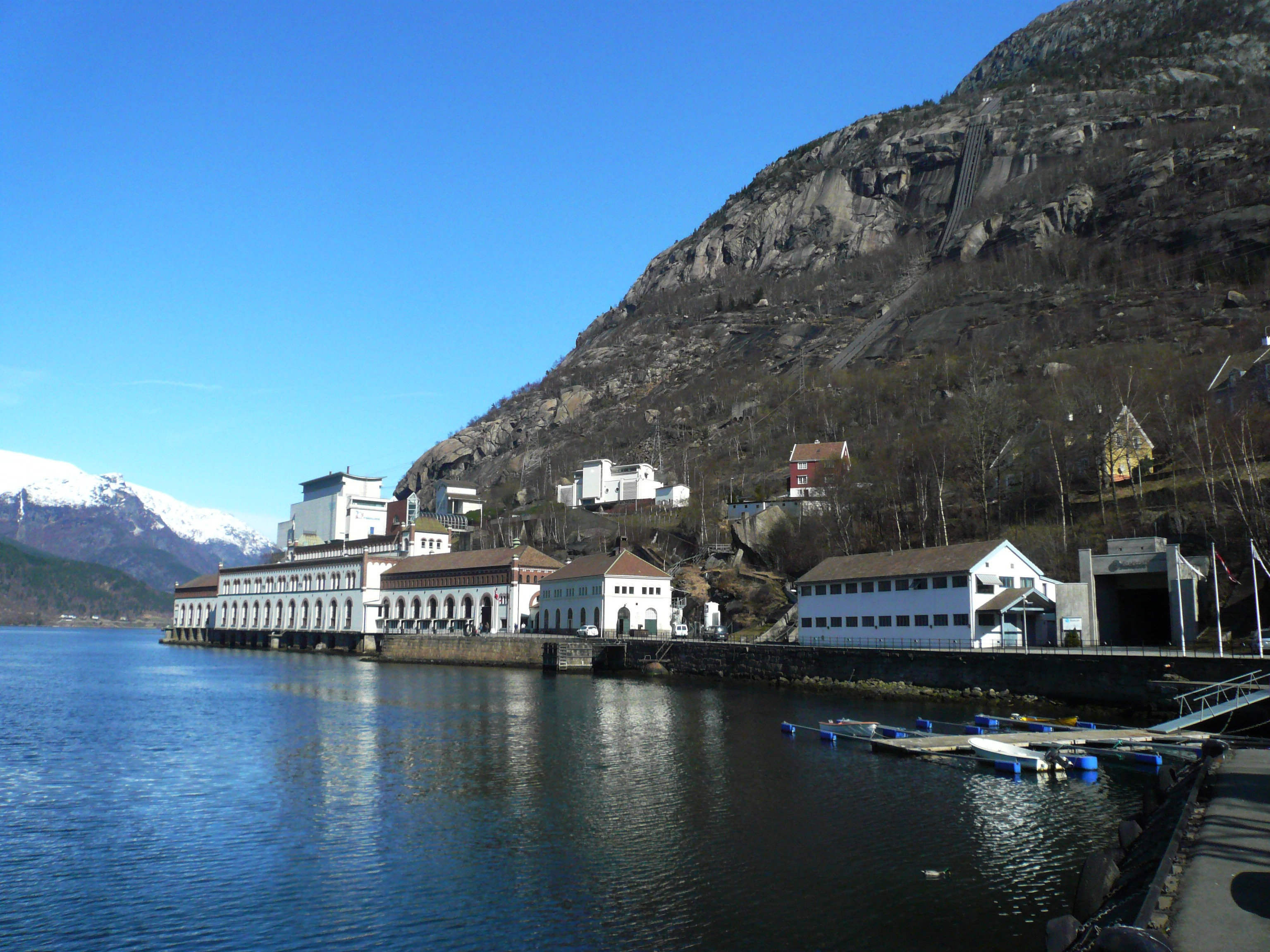
Centrale hydroélectrique de Tyssedal.
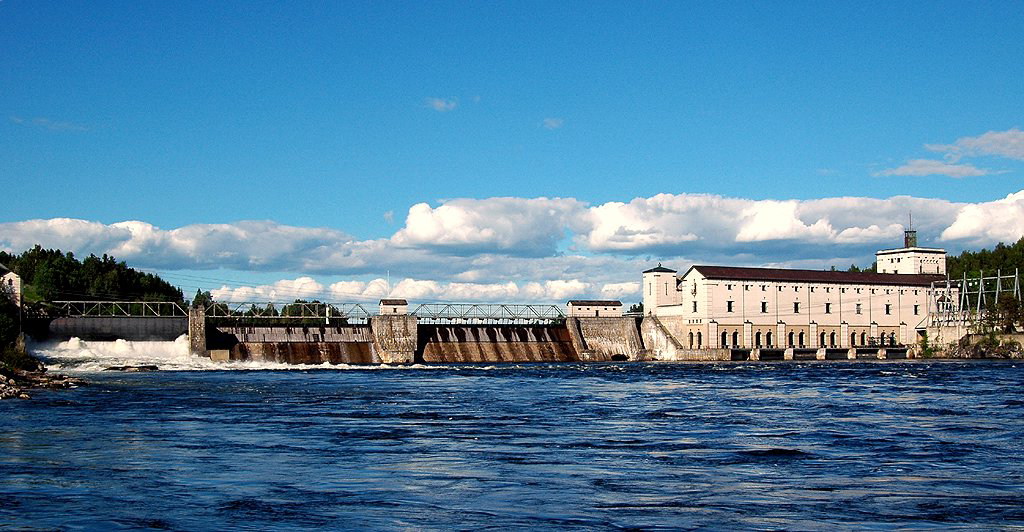
La centrale de Rånåsfoss (98 MW) sur le fleuve Glomma.

La centrale hydroélectrique la plus puissante est celle de Kvilldal 1 240 MW
| Centrale  | Comté            | Rivière          | Mise en service | Puissance (MW) | Productible (Gwh/an) |
| Kvilldal  | Rogaland         | lac Blåsjø       | 1982            | 1 240          | 3 583                |
| Tonstad   | Vest-Agder       | Kvina et Sira    | 1968-1988       | 960            | 4 357                |
| Aurland I | Sogn og Fjordane | lac Viddalsvatn  | 1973-1989       | 840            | 2 508                |
| Saurdal   | Rogaland         | lac Blåsjø       | 1986            | 640            | 1 334                |
| Sy-Sima   | Hordaland        |                  | 1980            | 620            | 2 158                |
| Svartisen | Nordland         | Lac Storglomvatn | 1993-2010       | 600            | 2 430                |
| Lang-Sima | Hordaland        |                  | 1980            | 500            | 1 358                |
| Rana      | Nordland         | Lac Akersvatnet  | 1968-80         | 500            | 2 168                |
| Tokke     | Telemark         | Lac Vinjevatn    | 1961-62         | 430            | 2 328                |
| Tyin      | Sogn og Fjordane | Lac Tyin         | 1944-2004       | 374            | 1 450                |

Les principaux aménagements hydroélectriques sont :
- Ulla-Førre (2 100 MW) : lac Blåsjø (1 000 m) ; centrales : Saurdal (pompage-turbinage) 640 MW, Kvilldal 1 240 MW, Hylen 160 MW et Stølsdal.

Aménagement de Ulla-Førre
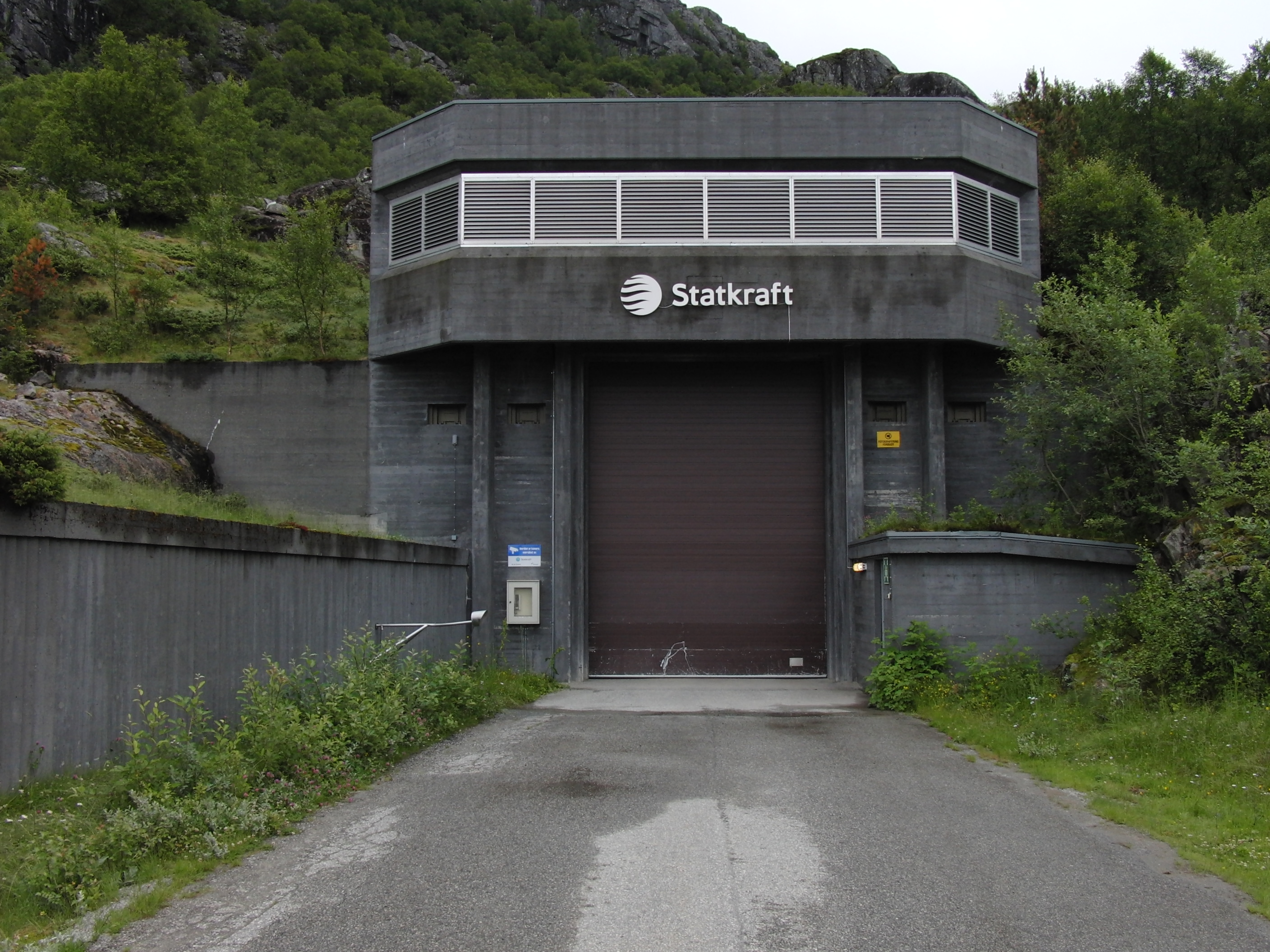
Entrée de la centrale de Saurdal, 2013.
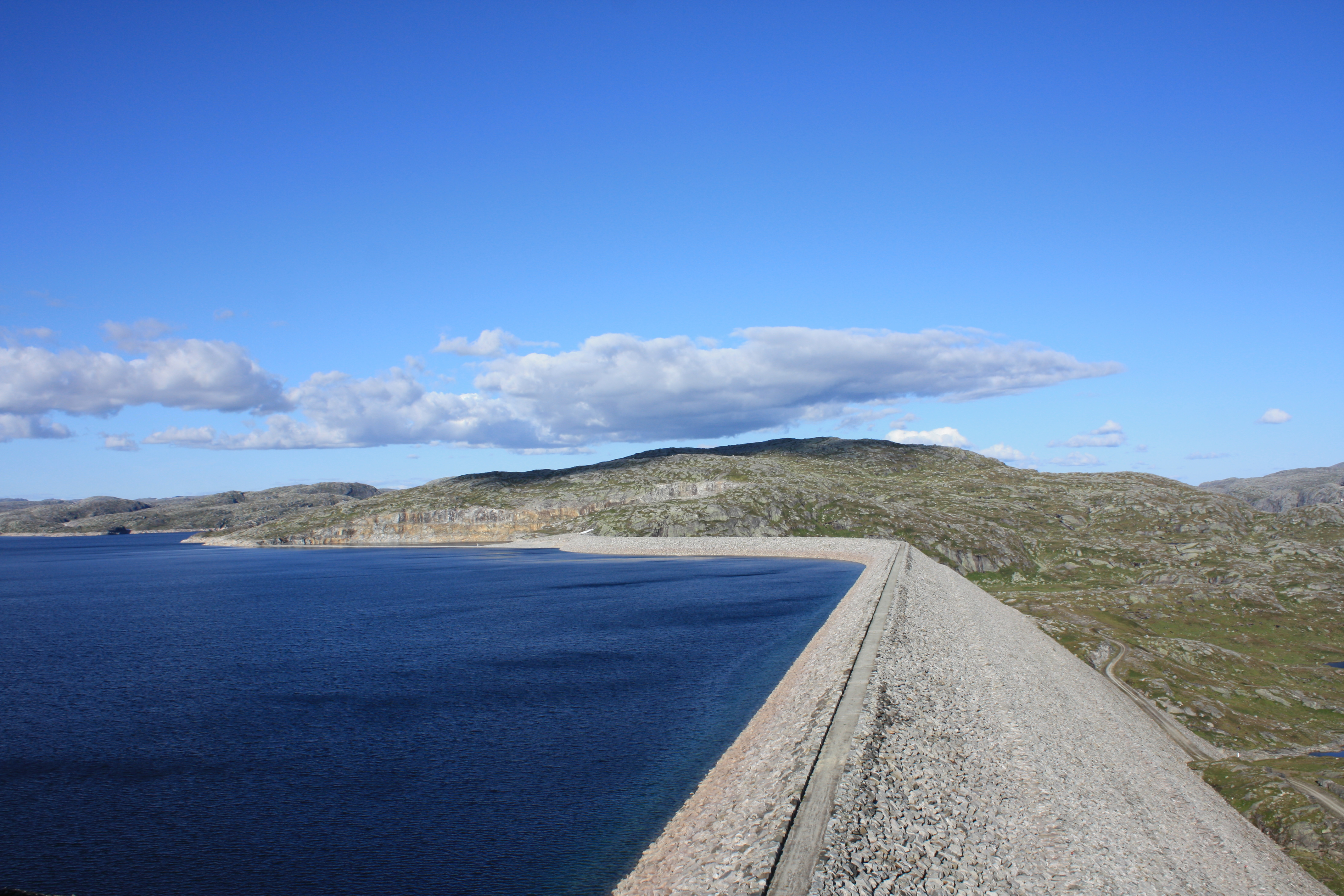
Barrage de Storvassdammen, part de l'aménagement de Ulla-Førre.

- Sima (1 120 MW) : principaux réservoirs : Langvatn, Rundavatn, Rembesdalsvatn et Sysenvatnet ; l'aménagement régularise et drain en partie les cascades de Vøringfossen, Stykkjedalsfossen et Rembedalsfossen ; centrales : Sy-Sima 620 MW et Lang-Sima 500 MW.

Aménagement de Sima
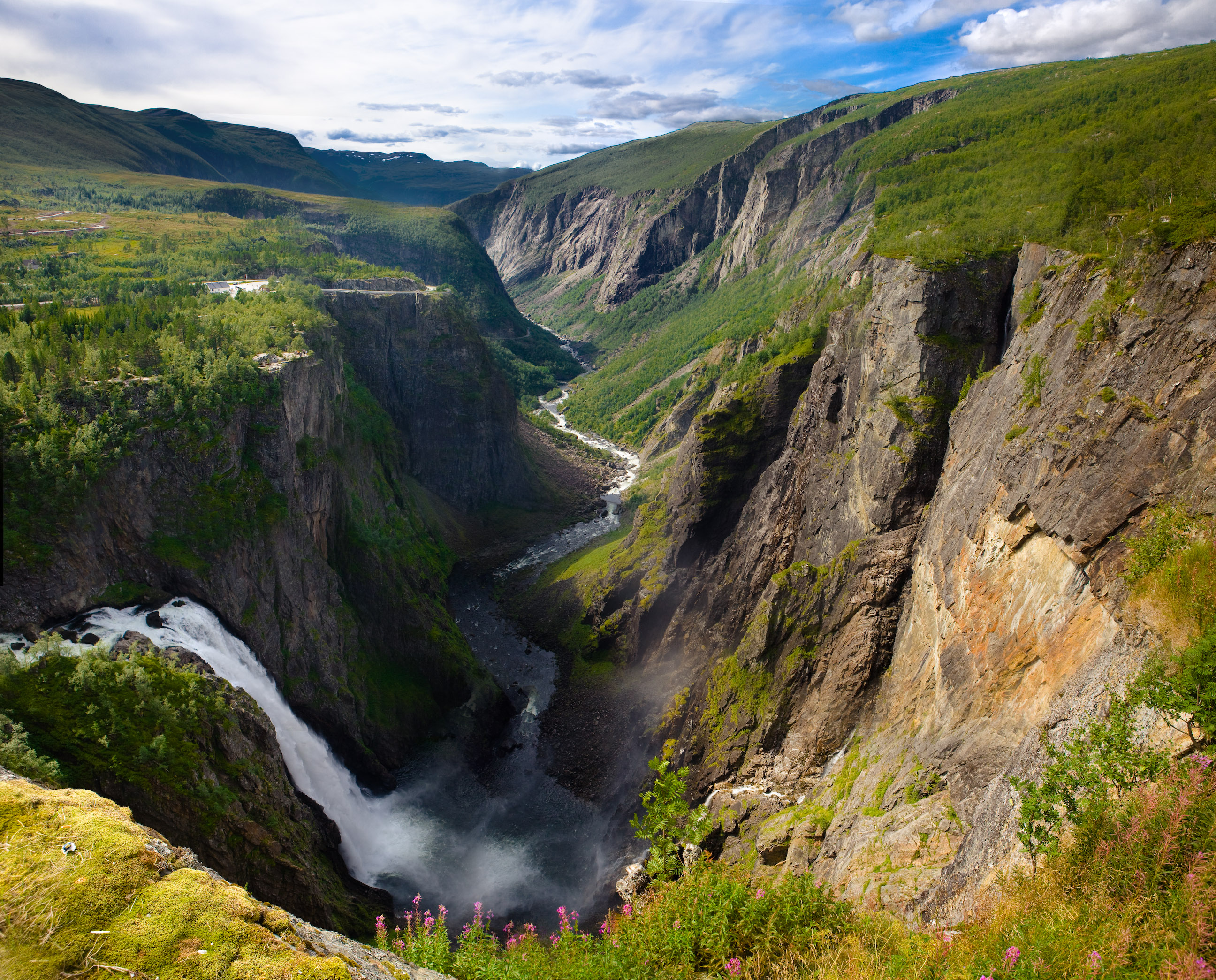
Cascade Vøringfossen, attraction touristique gratuite la plus visitée de Norvège.
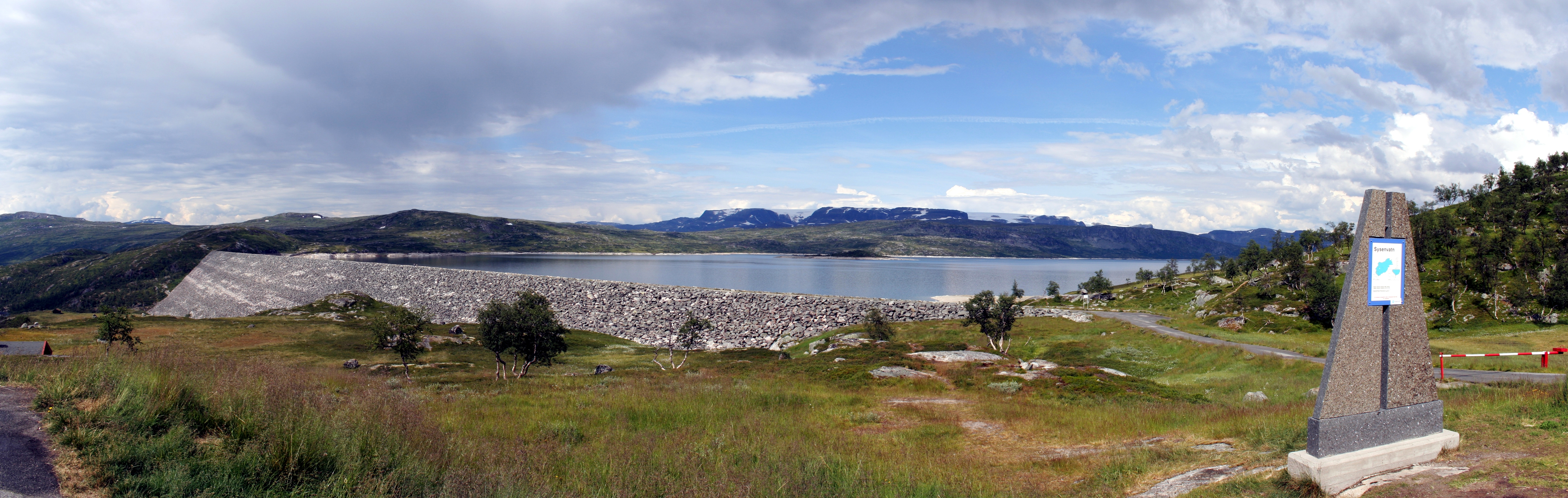
Barrage Sysendammen qui retient le lac Sysenvatnet, principal réservoir de l'aménagement de Sima.
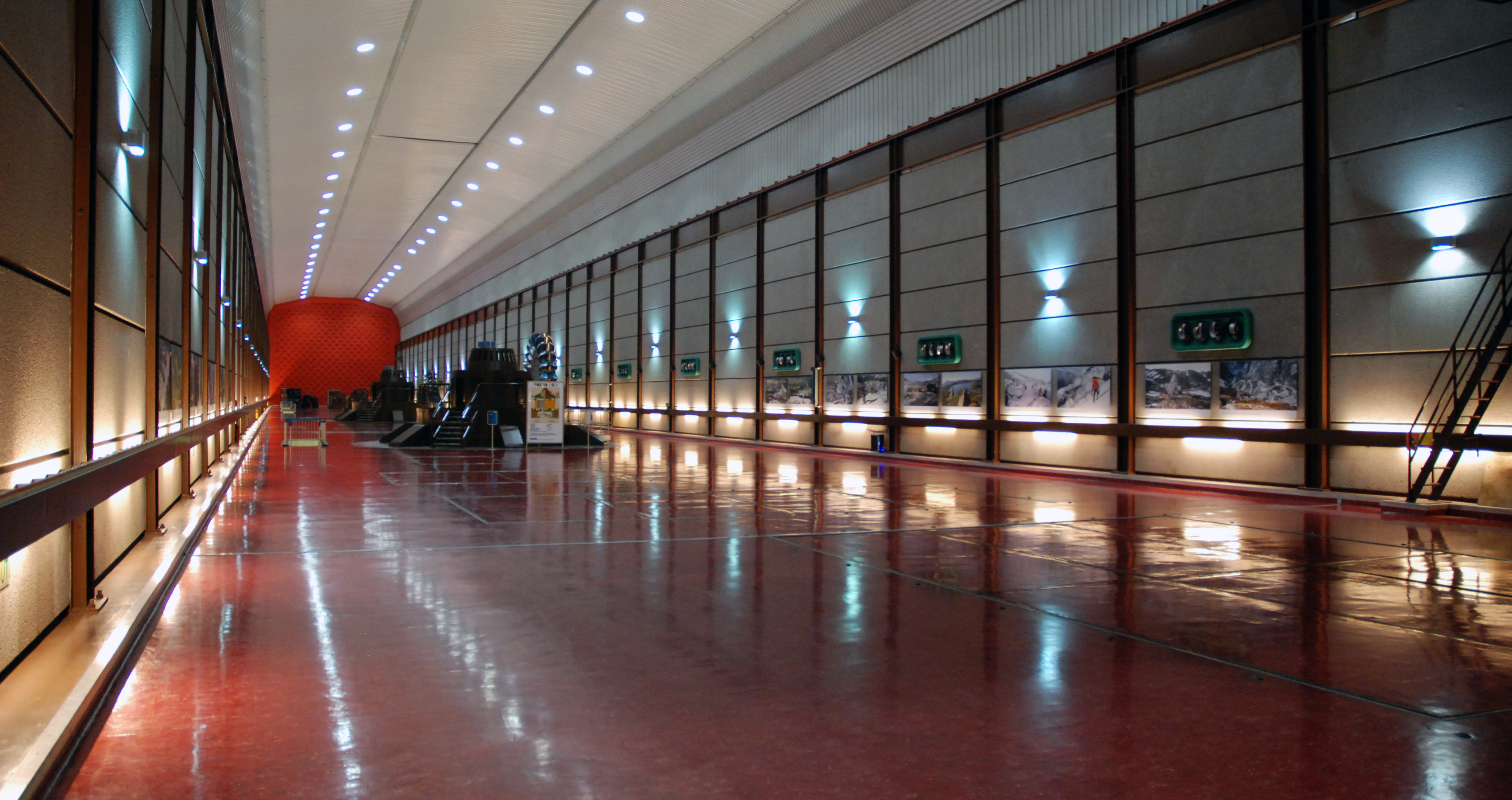
Salle des alternateurs de la centrale de Sima.

- Aurlandsdalen (1 128 MW) : réseau complexe de tunnels et barrages en cascade sur la rivière Aurland depuis le plateau jusqu'au Aurlandsfjord : lacs Reppvatn, Kreklevatn, Nyhellervatnet, Vetlebotnvatn, Viddalsvatn et Vassbygdevatnet ; cinq centrales : Aurland I[37] (675 MW, mise en service en 1973, hauteur de chute : 870 mètres), Aurland II H[44] (70 MW, mise en service en 1983), Aurland II L[45] (60 MW, mise en service en 1983), Aurland III[46] (270 MW, mise en service en 1979, deux turbines Francis réversibles ; pompage-turbinage entre le lac Vetlebotnvatn et le lac Nyhellervatnet, 400 mètres plus haut), Aurland IV (Vangen)[47] (35 MW, mise en service en 1980), Aurland V (Reppa)[48] (9 MW, mise en service en 1983).

Aménagement de Aurlandsdalen
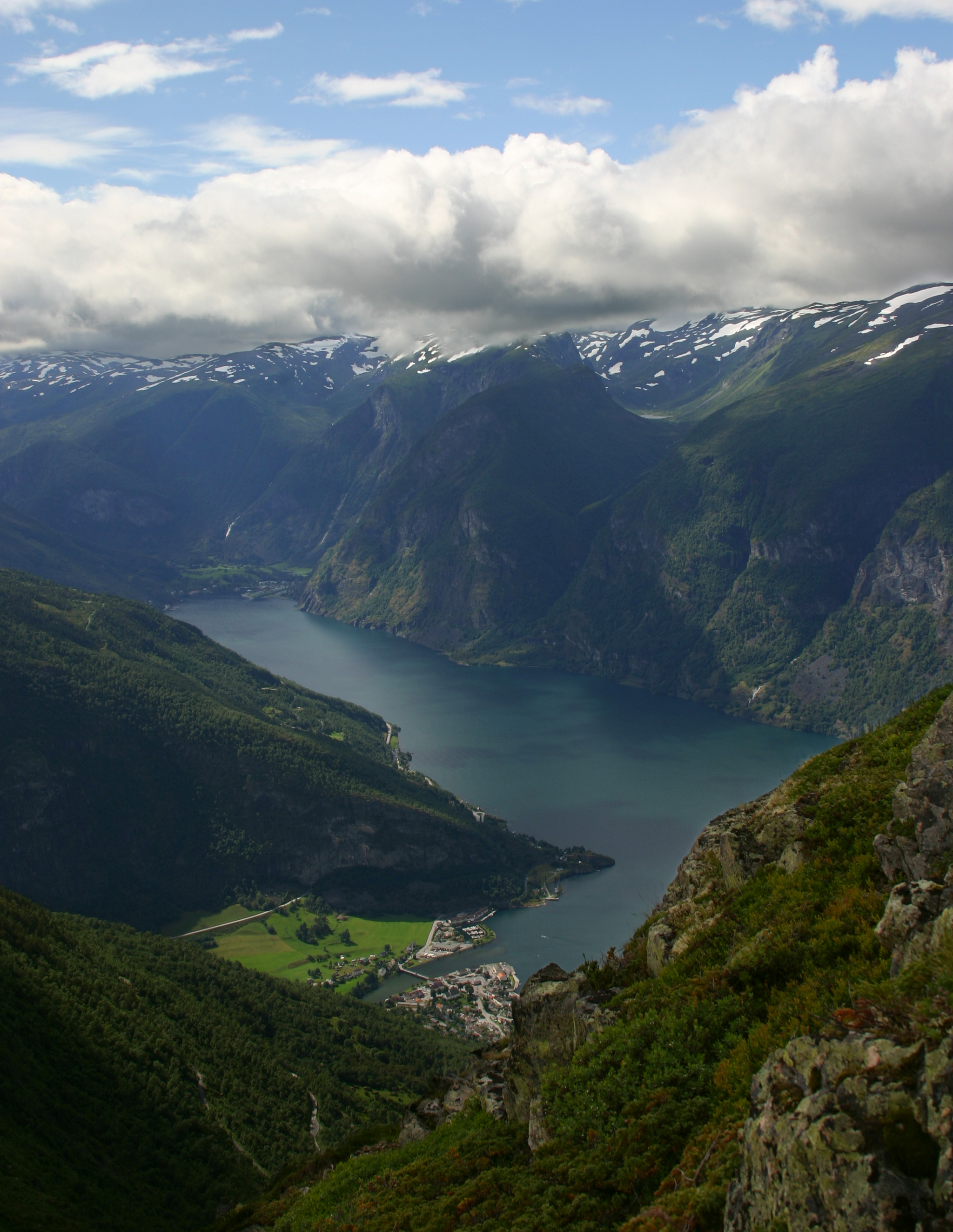
Vue sur le Aurlandsfjord, Aurlandsvangen et Flam.
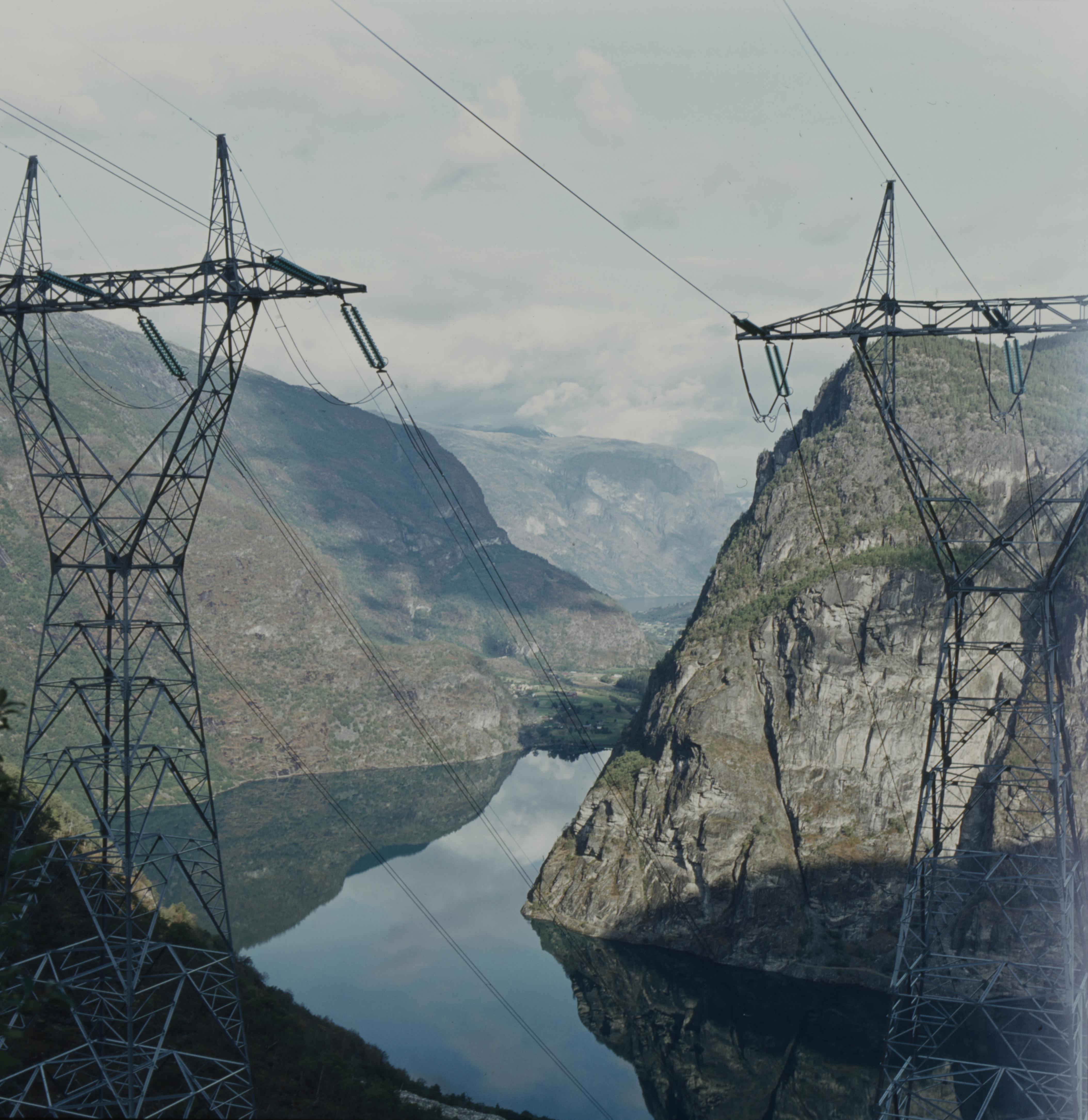
Lac Vassbygdevatnet en Aurland.
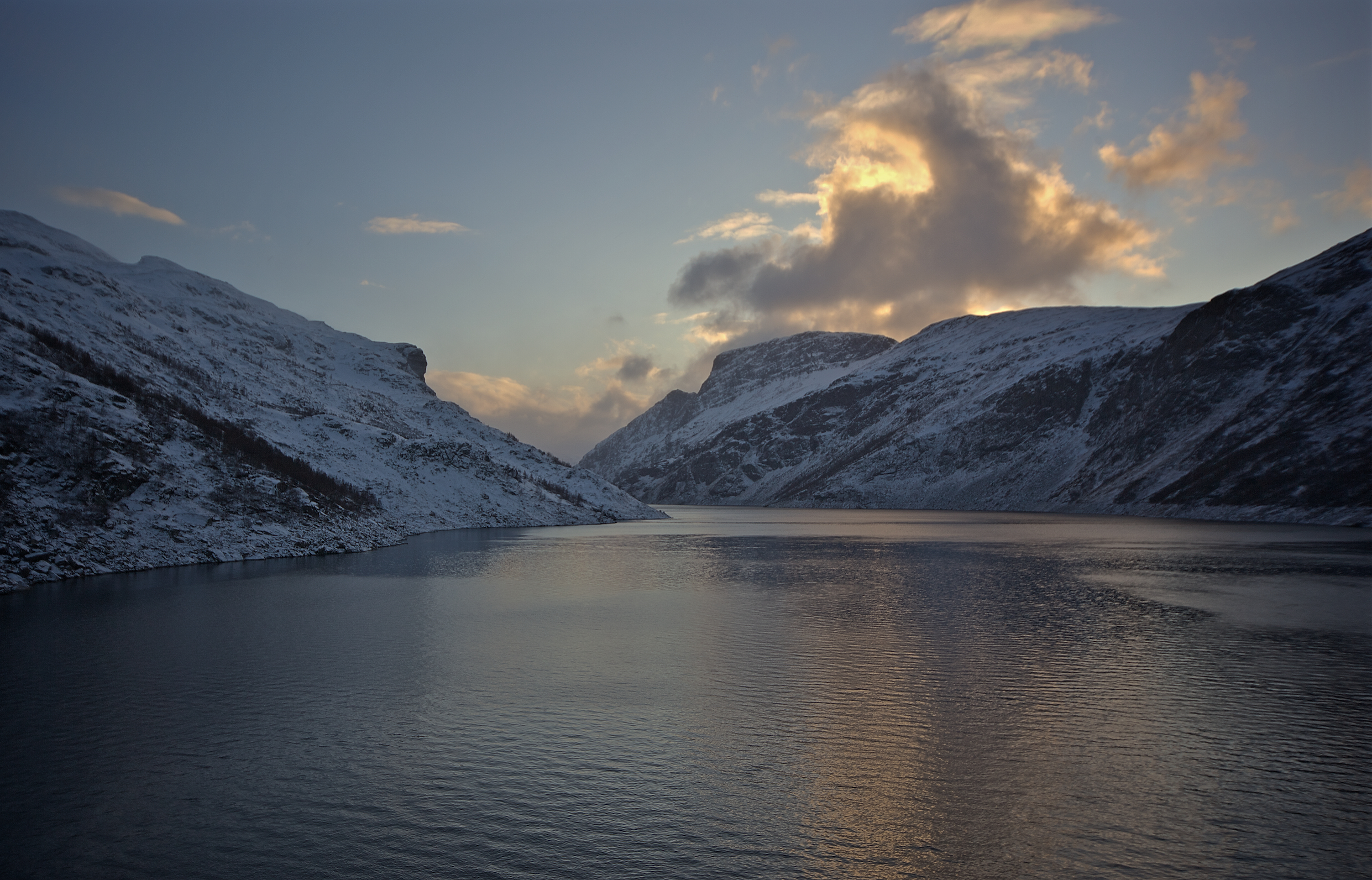
Lac Viddalsvatn.

### Pompage-turbinage
Les centrales de pompage-turbinage norvégiennes totalisent 1 401 MW, soit seulement 2,5 % du total européen et 0,7 % du total mondial. Un nouveau projet de pompage-turbinage est sur le point d'entrer en construction, pour une mise en service prévue en 2029 ; il produirait 84 GWh par an en pompant l'eau du réservoir de Fivlemyrane vers le réservoir de Illvatn, 35 mètres plus haut.
Les principales centrales de pompage-turbinage sont :
- Saurdal (Rogaland) : 320 MW (deux des quatre groupes sont réversibles)[38] ;
- Aurland III (Sogn og Fjordane) : 270 MW[46] ;
- Duge (Vest-Agder, sur la rivière Sira) : 200 MW (1973) ; elle utilise la chute de 240 mètres entre les lacs Svartevatn et Gravatn[49].